# Appendicula kjellbergii
Appendicula kjellbergii är en orkidéart som beskrevs av Johannes Jacobus Smith. Appendicula kjellbergii ingår i släktet Appendicula och familjen orkidéer.
Artens utbredningsområde är Sulawesi. Inga underarter finns listade i Catalogue of Life.